# 2013 G-Dragon 1st World Tour : One Of A Kind The Final
"2013 G-Dragon 1st World Tour : One Of A Kind The Final"는 대한민국의 음악 그룹 빅뱅의 리더 지드래곤의 세 번째 라이브 음반이다. 2013년 9월 1일 서울 올림픽공원 체조경기장에서 열린 지드래곤의 첫 번째 월드 투어의 파이널 공연의 서울 공연 실황이 수록 되어 있다. 이 음반은 '미치GO', 'One Of A Kind', '그 XX', '쿠데타', '삐딱하게' 등 총 5곡의 서울 파이널 공연의 일부 라이브 음원만이 수록 되어 있으며, KT 뮤직 지니를 통해 공개되었다.

## 트랙 리스트
| #  | 제목                     | 재생 시간 |
| -- | ------------------------ | --------- |
| 1. | 〈미치GO〉               |           |
| 2. | 〈One Of A Kind〉        |           |
| 3. | 〈그 XX〉                |           |
| 4. | 〈쿠데타 (Coup D`etat)〉 |           |
| 5. | 〈삐딱하게〉             |           |